# Phaeophilacris obscura
Phaeophilacris obscura is een rechtvleugelig insect uit de familie krekels (Gryllidae). De wetenschappelijke naam van deze soort is voor het eerst geldig gepubliceerd in 1970 door Chopard.